# Claudio Baiocchi
Claudio Baiocchi (Gavignano, 20 agosto 1940 – Imperia, 14 dicembre 2020) è stato un matematico italiano.

## Carriera
Eminente matematico, è stato professore di analisi matematica dapprima presso l'Università di Pavia e successivamente presso l'Università La Sapienza.
I suoi interessi scientifici hanno coperto uno spettro straordinariamente ampio, dalle teorie più astratte alle applicazioni a modelli specifici. I suoi principali risultati riguardano le equazioni a derivate parziali, le disequazioni variazionali e quasi-variazionali, proprietà di regolarità delle soluzioni, equazioni differenziali astratte, problemi di interpolazione, analisi numerica di problemi variazionali, stime dell’errore ottimali per schemi numerici, problemi di evoluzione, problemi di controllo ottimo.
Le sue ricerche dell'ultimo periodo hanno riguardato, tra gli altri argomenti, la congettura di Collatz, gli automi cellulari e le macchine di Turing.
Grande risonanza ebbero i suoi risultati sul moto di fluidi attraverso mezzi porosi (dam problem): con un ingegnoso trucco (chiamato poi trasformata di Baiocchi e utililizzato anche da altri in altre situazioni), egli ha ricondotto il delicato problema di frontiera libera a una disequazione variazionale.
Nel 1970 Baiocchi riceve il Premio Caccioppoli. Nel 1974 è stato relatore su invito al Congresso Internazionale dei Matematici a Vancouver. Fu membro dell'Accademia dei XL, dell'Accademia dei Lincei e dell'Istituto Lombardo.